# Afrygus
Afrygus – postać z powieści Teodora Parnickiego Twarz księżyca.

## Postać
Afrygus był nieślubnym dzieckiem Mitroanii z dworskim koniuchem chorezmijskim, urodzonym w 274 lub 275 roku. Czekał z ujawnieniem się jako pół krwi Swijaszyda na odpowiedni moment. Miał zamiar poświęcić początek swego panowania wyrzynaniu możnych, aby mianować się obrońcą maluczkich i władcą upośledzonych, Chrystusem, czyli pomazańcem z rąk tych które od pokoleń wykoślawił trud. Groziło mu jednak, że kapłani świętego chorezmijskiego Prakonia, kierujący ludem, mogli go uznać za świętokradcę i zwrócić lud przeciw niemu. Po to, by mu przekazać jak uniknąć tej komplikacji, spotkał się z nim w czasie swej misji dyplomatycznej do Persji w 299 roku Sykoriusz Probus. Afrygus przedarł się wówczas do niego, uciekając polującym na jego głowę najemnikom, i spotkał się w przebraniu dworskiego koniucha na dziedzińcu pałacu Sasanidów. Jako prawowity dziedzic korony chorezmijskiej nie chciał jednak rady od Rzymianina. Przekazał jedynie wiadomość matce. W 305 roku rzeczywiście zdobył tron chorezmijski.

## Odniesienia historyczne i literackie
O historycznej postaci szacha Afriga wiadomo niewiele. Zdobył tron w 305 roku, dając początek chorezmijskiej dynastii Afrygidów. Przeniósł stolicę państwa z Torpak-Kala do Kijat na prawym brzegu Amu-darii, gdzie wzniósł potężny zamek Fir. Jego imię jest ponadto znane z napisów numizmatycznych. Założona przez niego dynastia panowała w Chorezmie przez kilka wieków. Od jej nazwy kultura Chorezmu tego okresu nosi nazwę afrygijskiej. 
Afrygus ze swoją misją wymordowania wielmożów w obronie maluczkich i upośledzonych, zagrożony tym, że chorezmijscy kapłani zwrócą przeciw niemu lud, uznając go za świętokradcę, jest pierwszym z całej serii bohaterów Parnickiego zaplątanych w walkę maluczkich z wielmożami. Jedni jak Aron lub Stanisław reprezentują Kościół Chrystusowy, uniwersalny i ponadplemienny, który przewodzi maluczkim, skrzywdzonym i bękartom w walce przeciw wielmożom. Inni, jak Eryk czy Iwen Słonina zdradzają obóz maluczkich w interesie wielmożów.